# Дисбах-бай-Бюрен
Дисбах-бай-Бюрен (нем. Diessbach bei Büren) — коммуна в Швейцарии, в кантоне Берн. 
Входит в состав округа Бюрен. Население составляет 844 человека (на 31 декабря 2006 года). Официальный код — 0385.